# Albrecht Nagel
Albrecht Eduard Nagel, född 14 juni 1833 i Danzig, död den 22 juli 1895 i Tübingen, var en tysk oftalmolog.
Nagel blev 1874 professor i oftalmologi vid Tübingens universitet. År 1870 grundlade han den betydelsefulla "Jahresbericht über die Leistungen und Fortschritte im Gebiete der Ophthalmologie", vars sju första årgångar han själv redigerade.